# Sphecodes manskii
Sphecodes manskii är en biart som först beskrevs av Rayment 1935.  Sphecodes manskii ingår i släktet blodbin, och familjen vägbin. Inga underarter finns listade i Catalogue of Life.

## Bildgalleri

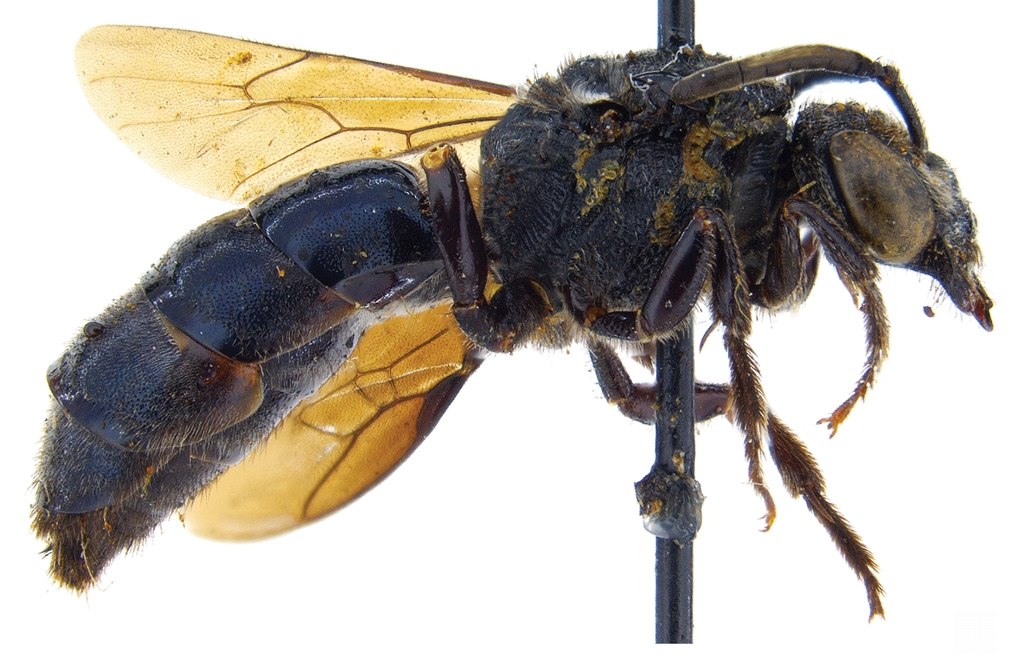
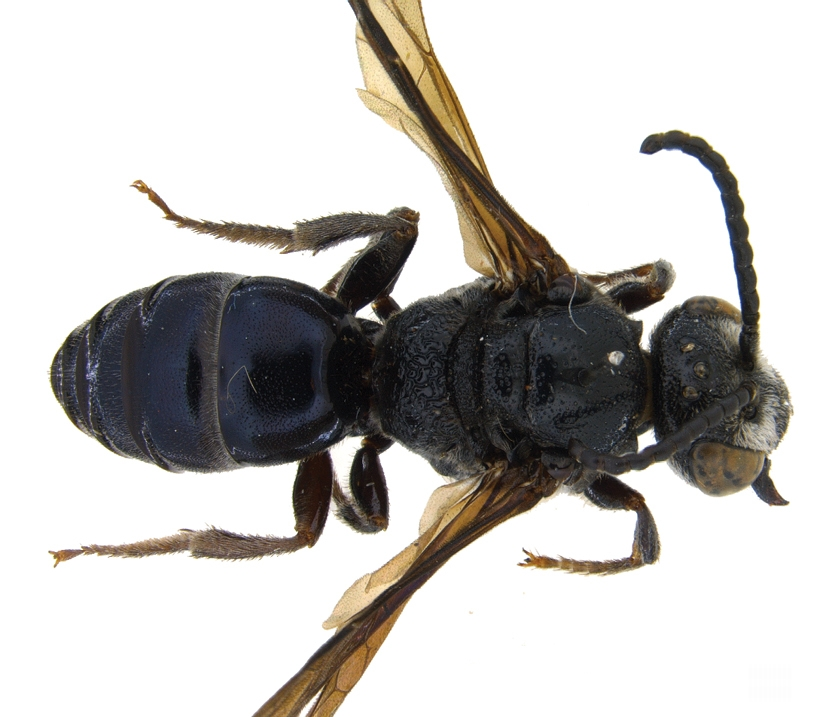